# Il paese senza pace
Il paese senza pace è un film del 1943 diretto da Leo Menardi.
Soggetto tratto direttamente da Le baruffe chiozzotte di Carlo Goldoni.